# Estadio Benito Villamarín
Estadio Benito Villamarín je stadion ve španělském městě Sevilla náležící fotbalovému klubu Betisu Sevilla. Zbudován byl v roce 1929, rozšiřování poté proběhlo v letech 1982, 2000 a naposledy v roce 2017. Stadion disponuje kapacitou 60 721 míst.
Severní tribuna se nazývá Gol Norte, jižní tribuna Gol Sur a východní Fondo.
Inaugurace proběhla 17. března 1929 a doplnilo ji utkání mezi domácím Španělskem a Portugalskem, domácí vyhráli nakonec 5:0.
Roku 1982 patřil Benito Villamarín mezi pořadatelské „stánky“ fotbalového Mistrovství světa, odehrály se zde dva zápasy (Brazílie – Skotsko a Brazílie – Nový Zéland).